# New Deal (Teksas)
New Deal – miasto w Stanach Zjednoczonych, w stanie Teksas, w hrabstwie Lubbock.